# Anatomy of t.A.T.u.
Anatomy of t.A.T.u. (Анатомия Тату) è un film documentario del 2003 diretto da Vitalij Manskij.
Il film descrive la vita del duo musicale t.A.T.u. durante il tour promozionale negli Stati Uniti, ma più di ogni altra cosa rivela e analizza nello specifico le vite delle due componenti, compresa la loro sessualità.

## Trama
Nel documentario, le cui riprese sono partite nel febbraio del 2003, sia Julia Volkova che Lena Katina (al tempo diciottenni) dichiarano di non essere lesbiche e di non avere alcuna relazione sentimentale, rivelando che l'immagine alla base del progetto musicale è frutto di una strategia di marketing sviluppata dal loro manager, Ivan Šapovalov. Julia confessa che prima delle t.A.T.u.  non aveva mai provato attrazione per altre ragazze, ma che una volta entrata nel duo al fianco di Lena si era innamorata di un'altra ragazza, nonostante la relazione non andasse oltre al semplice bacio. Lena, invece,  mostra un forte legame con la fede: sente che la sua carriera la spinge spesso a compiere azioni peccaminose, motivo per cui va regolarmente in chiesa e si confessa.
Il documentario affronta anche il tema del consumo di droghe: Julia ammette di aver fatto uso di eroina una sola volta come parte di una scommessa. Inoltre, alcune scene del film riprendono Ivan Šapovalov e Beata Ardeeva fumare marijuana. Vengono anche mostrate le due giovani ragazze fumare normali sigarette: entrambe ne fanno regolarmente uso pur essendo consapevoli dei gravi danni che potrebbero arrecare alle loro voci.
Il film mette in luce anche i gravi problemi vocali che Julia ha dovuto affrontare per un lungo periodo. Inoltre, la stessa ammette di aver avuto una gravidanza indesiderata nel febbraio 2003 e di essere stata costretta ad abortire; continua poi rivelando di avere un fidanzato di nome Pavel 'Paša' Sidorov.

## Distribuzione
Dopo aver debuttato il 12 dicembre 2003 sul canale televisivo russo STS, il documentario è stato reso disponibile in formato DVD per un tempo limitato agli inizi del 2004, completo di sottotitoli in inglese e conservando l'audio in lingua originale russa.

## Controversie
Oltre alle polemiche nate dalle rivelazioni delle ragazze sulla loro sessualità, il documentario ha acceso un dibattito sul tema della censura nella televisione russa, in particolare a causa del suo slogan Chuj vojne! (in russo Хуй войне!?; lett. "Fanculo la guerra"), l'uso di un linguaggio troppo volgare e le raffigurazioni del consumo di droga.